# هاکوب کاماری
هاکوب کاماری (ارمنی: Հակոբ Կամարի) یک منطقهٔ مسکونی در جمهوری آرتساخ است که در استان مارتاکرت واقع شده‌است.